# Pintor de la jarra de los carneros

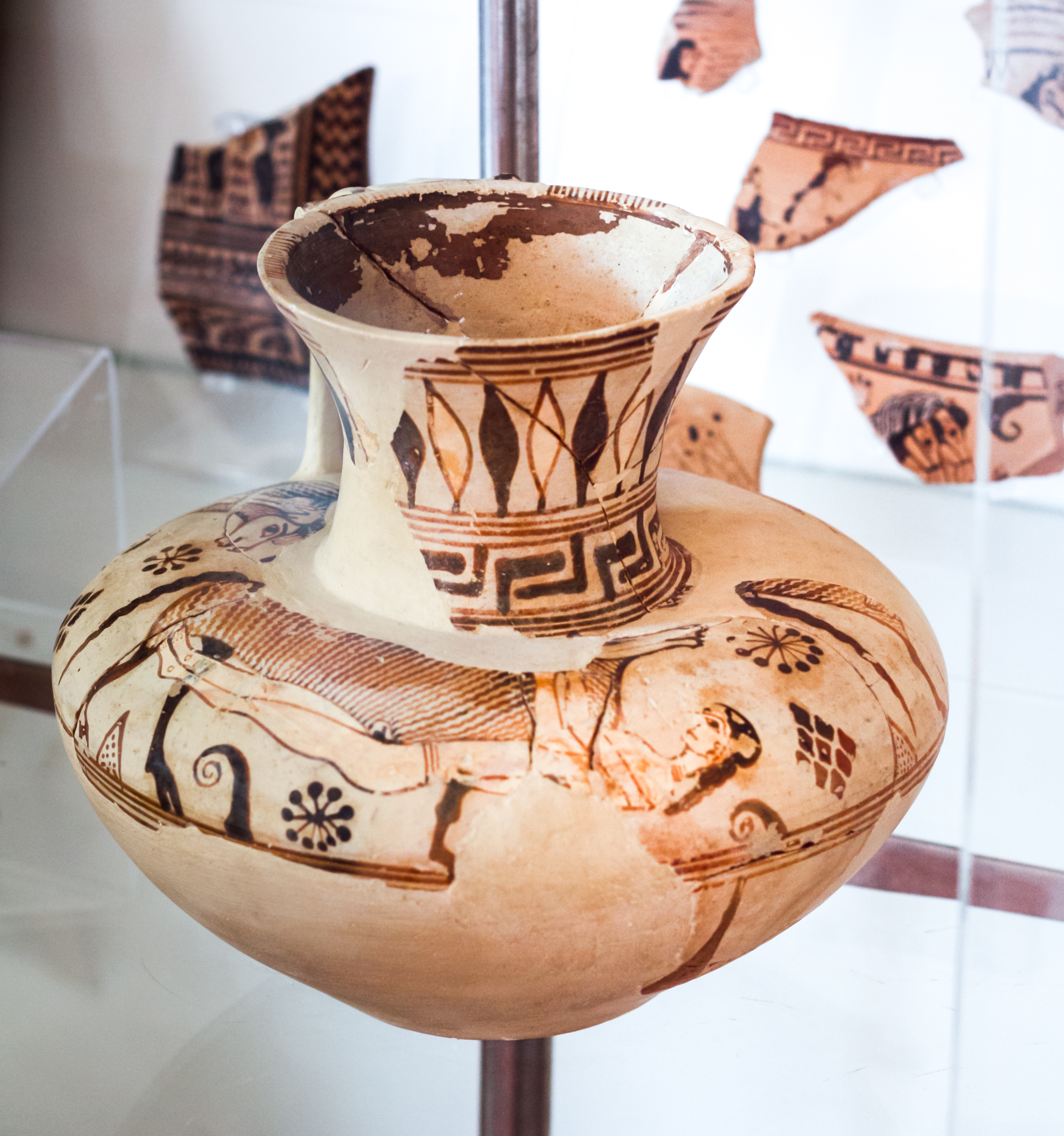
La «jarra de los carneros».

Pintor de la jarra de los carneros (Ram Jug Painter) es el nombre convenido de un alfarero y ceramógrafo griego formado en Ática y activo entre el segundo y el tercer cuarto del siglo VII a. C. El vaso epónimo es una jarra conservada en el Museo Arqueológico de Egina, en el que está representada la escena de la fuga de Odiseo y de sus compañeros de la gruta del Cíclope.

## Estilo
Exponente del estilo blanco y negro, el Pintor de la jarra de los carneros es en cambio bastante contenido en el uso del blanco, prefiriendo dejar que la arcilla natural del vaso brille bajo sus diseños en el contorno. La técnica en contorno es frecuentemente combinada con incisiones. Heredero de muchos motivos y formas que pertenecieron al Pintor de Analato, como la roseta punteada, perceptible a la vista y una típica flor de loto (una situada en el cuello del Ánfora de Quirón), ama las figuras enfrentadas, pero perfecciona el panel más que el friso. Otros elementos tales como los prótomos de contorno y el uso del color marrón son derivaciones cicládicas. En comparación con sus contemporáneos protoáticos resulta más pacato, menos interesado en lo grandioso y más inclinado a la armonía compositiva.

## Obras principales

### La crátera de Egisto
A su primera fase de la actividad pertenece la crátera de Egisto, una crátera ovoidal con una fila de caballos pastando en el friso de la parte inferior, cerca del pie, y cuatro escenas figuradas en la zona principal. En la cara frontal hay una escena con temas míticos con la muerte de Egisto: Orestes se representa en negro y en contorno, con incisiones utilizadas para algunos detalles como los dedos, muñecas, ropa, decoraciones y adornos en los lados. Las otras figuras son de color blanco con detalles lineales de color marrón o negros. No hay ninguna intención simbólica al asignar colores, el negro para resaltar la figura de Orestes, como personaje principal. En el lado opuesto del vaso hay una escena fragmentaria con Artemisa y Apolo, mientras que debajo de las asas se encuentran algunas figuras separadas de las otras narraciones y difícilmente identificables, representadas en actitud de lanzar piedras.

### La jarra de los carneros
El tema está tomado de la Odisea: Odiseo escapa de la cueva de Polifemo. La escena fragmentaria adorna el hombro casi plano de un enócoe (Museo Arqueológico de Egina 566). Dos carneros avanzan, cada uno con un hombre joven agarrado al vientre y los cuernos; se ha conservado parte de un tercer animal. Los carneros están representados en contorno, excepto las patas y la cola que están en silueta. Las figuras de los jóvenes están rellenas de blanco y no tienen incisiones.

### El ánfora de Quirón

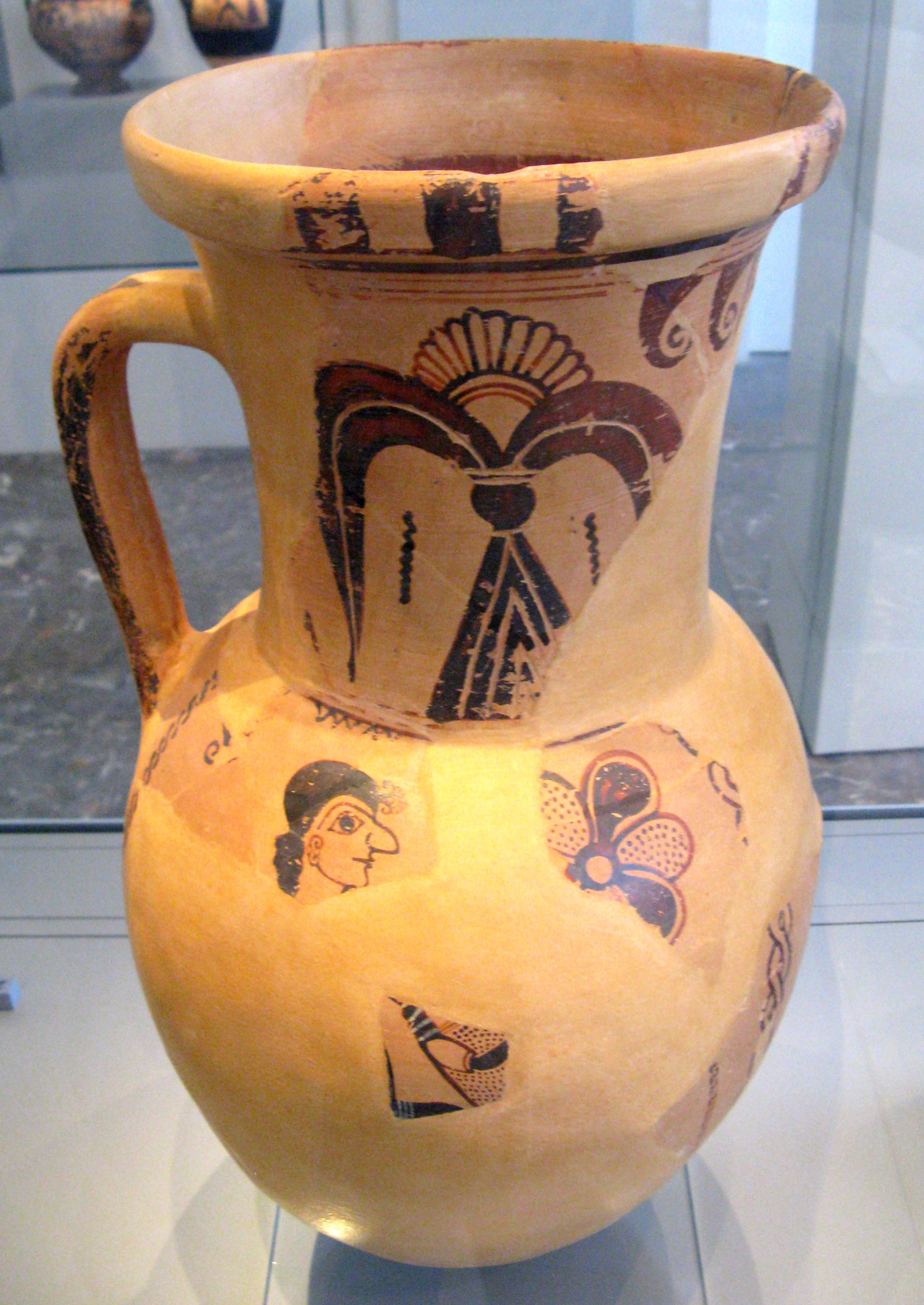
Pintor de la jarra de los carneros, Ánfora de Quirón. Antikensammlung Berlin, Äginischer Vasenfund A9.

La ánfora es fragmentaria pero todavía legible; la escena está dividida entre los dos lados del ánfora, por un lado Peleo, del otro Quirón, y es uno de los primeros ejemplos de este tipo de decoración en la cual en cada uno de los lados del vaso se encuentra alojada una única gran figura. Peleo, padre natural de Aquiles, entrega a su hijo todavía pequeño al sabio centauro Quirón para que sea su preceptor; este ánfora es una de las primeras representaciones conocidas de este tema. La cabeza de Peleo en contorno está todavía intacta y se puede apreciar la óptima factura; una banda está relacionada con su pelo y está decorada con palmetas a la altura de la frente. De Aquiles queda un fragmento que incluye parte del manto y parte del brazo en silueta negra. El blanco apenas se utiliza, solo unas pocas líneas en las muñecas y para indicar el cabello en estilo dedálico. En el otro lado del vaso, Quirón tiene el cuerpo en silueta negra con evidentes detalles incisos y el rostro vuelto; tiende una mano para recibir al niño, y con la otra aguanta sobre el hombro la rama de la cual, como si volviera de la caza, cuelgan un lobo, un león y un jabalí, representados con cabezas grandes y cuerpos pequeños.

## Otras obras atribuidas
- Enócoe con dos esfinges enfrentada, protoático medio. Atenas, Museo del Ágora P 4611.[5][6]
- Enócoe con prótomo de león,  protoático medio; Atenas, Museo del Ágora P 22550.[5][7]